# Corps Lusatia Leipzig
Das Corps Lusatia Leipzig ist eine farbentragende, pflichtschlagende Studentenverbindung im Senioren-Convent zu Leipzig. 1848 gehörte das Corps zu den Gründern des Kösener Senioren-Convents-Verbands. Die Corpsmitglieder werden Lausitzer genannt. Die aktiven Lausitzer studieren an der Universität Leipzig und den Leipziger Hochschulen.

## Couleur, Wahlspruch und Allgemeines
Die Lausitzer tragen das stahlblau–gold–rote Band und eine blaue Studentenmütze im kleinen Biedermeierformat. Das Fuchsenband ist stahlblau–rot.
Der Wahlspruch ist Libertas vita carior! (dt. „Die Freiheit ist uns teurer als das Leben!“).
Zu den Alten Herren gehören auch Alumni der Friedrich-Alexander-Universität Erlangen, der Freien Universität Berlin, der Technischen Universität Berlin, der Schlesischen Friedrich-Wilhelms-Universität Breslau, der Universität Hamburg, der Universität zu Köln und der RWTH Aachen. Derzeit hat das Corps ca. 160 lebende Mitglieder. Insgesamt hat Lusatia seit der Stiftung über 1.400 Corpsbrüder recipiert.

## Geschichte

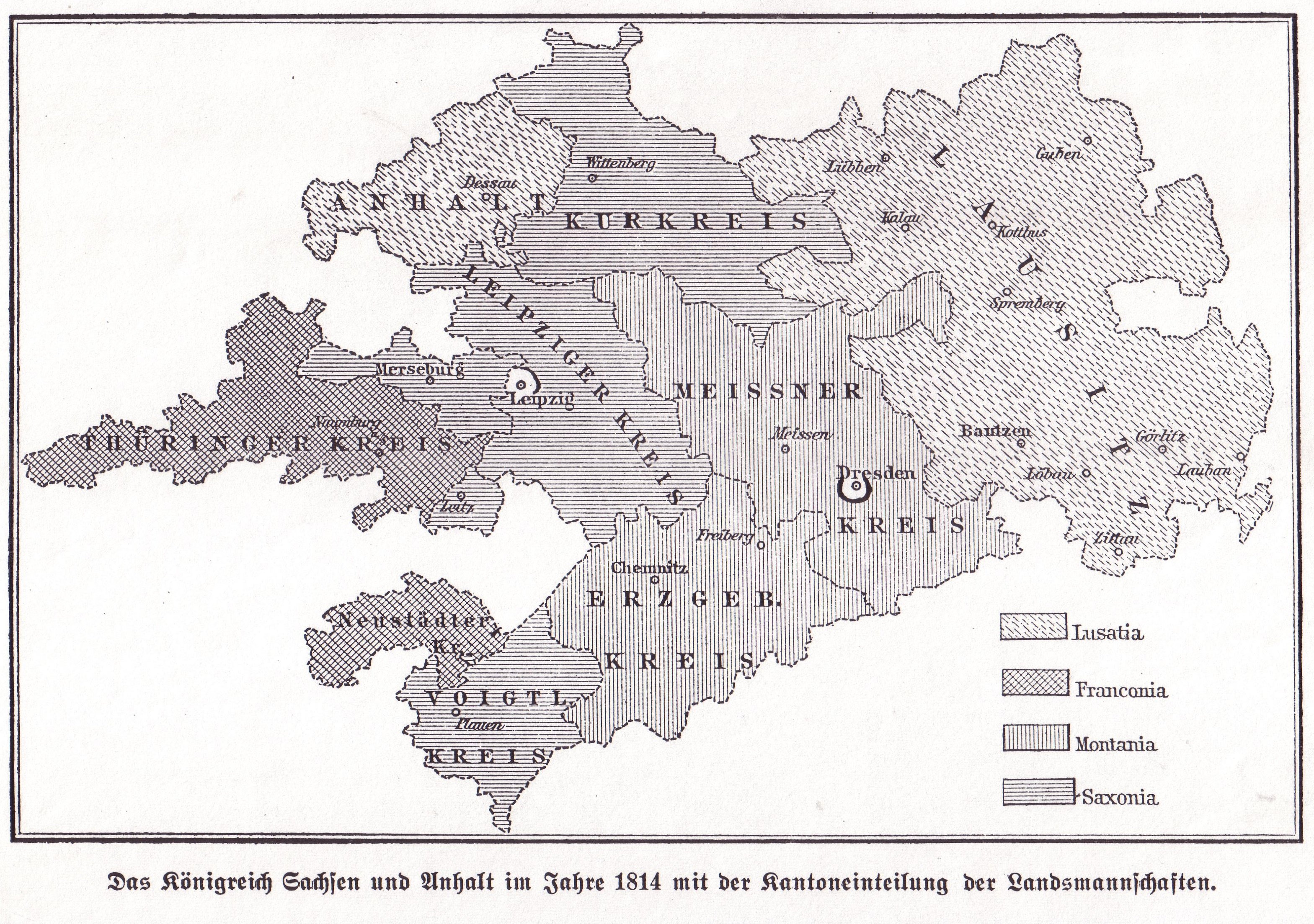
Kantoneinteilung des SC im Königreich Sachsen (1814)

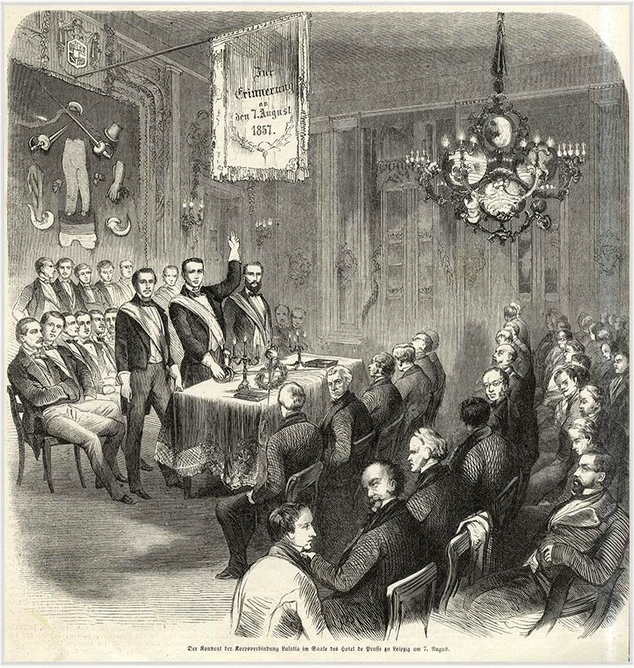
Feierlicher Corpsconvent des Corps Lusatia im Hotel de Prusse in Leipzig (50. Stiftungsfest 1857)

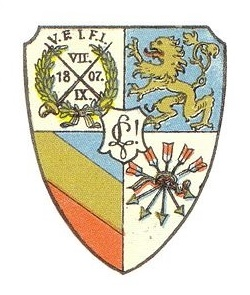
Altes Wappen des Corps Lusatia Leipzig

### Gründungszeit
Studenten aus der Lausitz (lat. Lusatia) stifteten das Corps mit den Farben blau-rot-gold am 7. September 1807. Die Constitution des Corps datiert vom 13. Januar 1808. Am 13. Januar 1808 nahm Lusatia den Namen Coniunctio Lusato-Polonica an. Sie kehrte am 9. August 1808 zum früheren Namen zurück und änderte am 24. März 1832 die Farbenfolge in blau-gold-rot. Als Reaktion auf das Alleinvertretungsbestreben der Urburschenschaft gründete Lusatia mit Gleichgesinnten 1821 auf der Rudelsburg den Allgemeinen Senioren-Convent Jena-Leipzig-Halle, den Vorläufer des Kösener Senioren-Convents-Verbands.
Wegen einer Verrufserklärung wurde Lusatia mit den anderen Leipziger Corps am 12. März 1887 durch die Universität suspendiert. Dafür stiftete sie am 21. April 1887 „Cimbria“ mit den Farben hellblau-schwarz-kirschrot. Die Suspendierung endete am 10. September 1888.
Einer Anregung des Leipziger Universitätsrektors Karl Lamprecht folgend, beteiligte sich Lusatia 1911 führend an der Gründung des Allgemeinen Studentenausschusses (AStA) der Universität Leipzig. Der Lausitzer Walther Grosse wurde mit der Ausarbeitung des Satzungsentwurfs betraut und zum Vertreter des Rektors bei den Verhandlungen mit den unterschiedlichen studentischen Gruppen bestimmt. Im November 1911 wurde die Gründung des AStA auf der Grundlage von Grosses Ausarbeitung vollzogen. Die Leipziger Korporationen konnten dadurch in der studentischen Mitverwaltung ihren Primat gegenüber der Freistudentenschaft behaupten.

### Suspension
Auf Betreiben vom örtlichen Leiter der Deutschen Studentenschaft suspendierte die Universität Leipzig das Corps im April 1934. Der Grund waren Auseinandersetzungen mit dem NS-Studentenbund. Lusatia widersetzte sich erfolgreich. Nach der Auflösung des HKSCV am 28. September 1935 suspendierte Lusatia am 11. Februar 1936. Mit den Corps Budissa, Saxonia Leipzig und Thuringia Leipzig führte sie ihre Tradition in der Kameradschaft Markgraf von Meißen, die ihren Sitz zunächst auf dem Sachsenhaus, dann auf dem Lausitzerhaus hatte, getarnt weiter. Während des Zweiten Weltkrieges setzten Soldaten der Studentenkompanien das Corpsleben an der Universität Leipzig fort. Sie fochten Mensuren im geheimen Leipziger Waffenring. Nach ihrem Versuch, 1944 auch den Kösener SC-Verband auf der Rudelsburg neu zu gründen, leitete die Gestapo ein Verfahren wegen Hochverrats ein.

### Nachkriegszeit
Da sich ein Weiterleben unter dem kommunistischen Regime nach dem Zweiten Weltkrieg in Leipzig als unmöglich erwies, wurde der Corpsbetrieb 1946 zunächst an die Friedrich-Alexander-Universität Erlangen verlegt. Im Erlanger Senioren-Convent gehörte Lusatia zu den 22 Corps, die sich im Januar 1950 in der Interessengemeinschaft zusammenschlossen und die Rekonstitution des KSCV vorbereiteten.
1958 verlegte das Corps nach West-Berlin. Dort erzwang es 1968 gegen die Freie Universität gerichtlich seine Zulassung als studentische Vereinigung. Nach der Deutschen Wiedervereinigung kehrte Lusatia 1990 an die Heimatuniversität zurück. Seit 1993 führt sie auch die Tradition des 1832 gestifteten Corps Lusatia Breslau fort. Lusatia Breslau war im westdeutschen Exil Mitglied des SC zu Köln und hatte nach Tradition der Technischen Hochschule Breslau einen weiteren Standort an der RWTH Aachen.

### Seit 2000
Seit 2005 tritt Lusatia amtlichen Bestrebungen entgegen, das Corps an der Universität Leipzig aus dem Blickfeld der Studentenschaft zu rücken. Ein Rechtsstreit war deswegen anhängig; der Anspruch des Corps, auf die Website der Universität verlinkt zu werden, wurde zurückgewiesen.

## Vorort

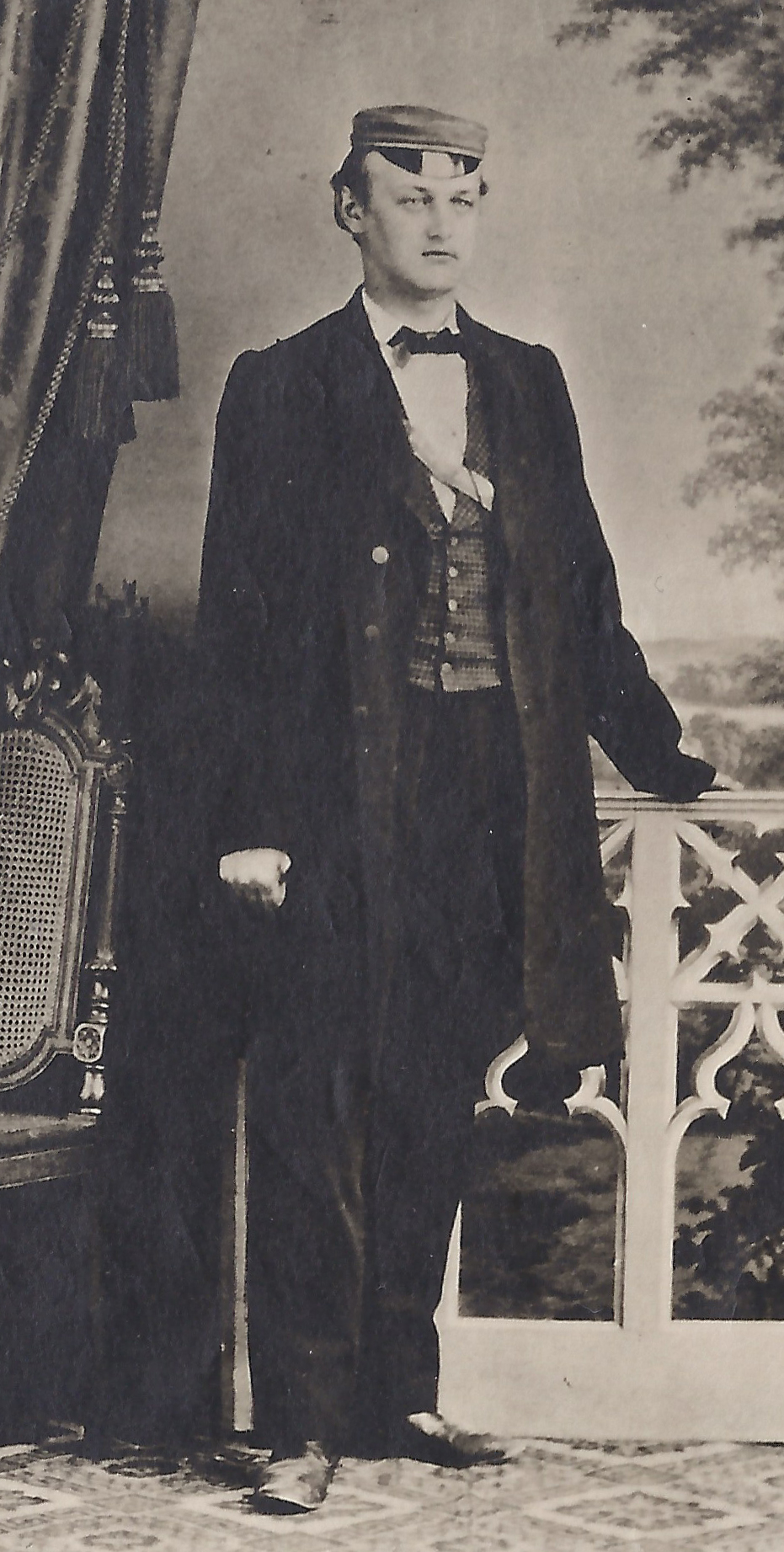
EM Emil Munz, Vorsitzender des oKC 1861

In den Jahren 1861, 1895, 1914 und 1987 (Berlin) stellte Lusatia als präsidierendes Vorortcorps den Vorsitzenden des oKC. Auch der Tübinger Vorortsprecher (1959) war Lausitzer. Paul Hirche (Lusatia Leipzig, Neoborussia Berlin) unterstützte Leonhard Zander 1881 bei seiner Kösener Reforminitiative.

## Auswärtige Beziehungen

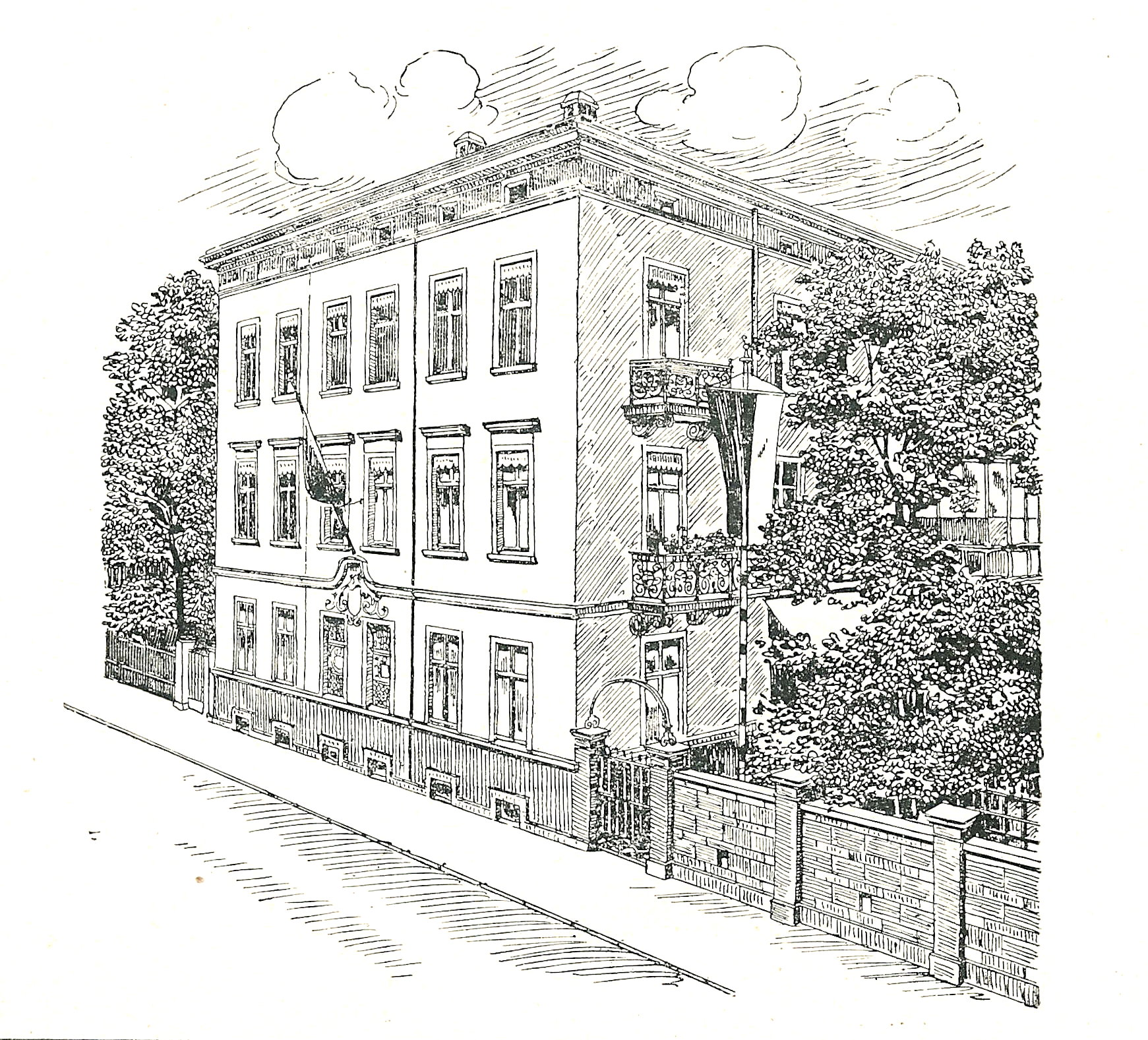
Früheres Corpshaus in der Karlstraße 7 (1910)

Lusatia ist das älteste blaue Corps, steht aber ebenso in Verhältnisverträgen mit Corps anderer Kösener Kreise, mit kreisfreien Corps und mit einem Corps des Weinheimer Senioren-Convents. Während des Kartells mit dem Corps Franconia Jena (11. August 1837 bis 9. Mai 1842) trugen die Corpsburschen beide Bänder. Dazu blieben sie auch später berechtigt.
Kartellcorps
- Borussia Halle
- Hannovera

Innig befreundete Corps
- Onoldia

Befreundete Corps
- Palatia-Guestphalia
- Marchia Berlin
- Thuringia Jena
- Palaiomarchia-Masovia
- Baltica-Borussia
- Erz
- Rhaetia

Vorstellungsverhältnisse
- Suevia Prag

## Einzelne Mitglieder

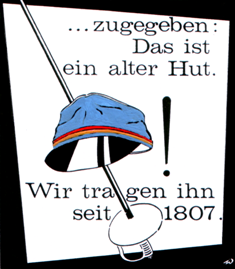
Icon der Lusatia (von Helm. Weiß)

Seit der Stiftung im Jahre 1807 wurden über 1.400 Corpsbrüder in den inneren Corpsverband recipiert.

### Kommunalbeamte
- Gerhard Hachmann (1838–1904), Erster Bürgermeister von Hamburg
- Wilhelm Harbeck (1862–1945), Kommunalbeamter in Altona
- Max Küstner (1855–1940), Bürgermeister von Meuselwitz und Friedrichroda, MdL
- Kurt Alwin Lade (1843–1922), Oberbürgermeister von Gera
- Franz Milde (1864–1926), Jurist im oberschlesischen Knappschaftswesen
- Victor Niemeyer (1863–1949), Ballonfahrer, Ehrenbürger von Essen
- Julius Schuster (1817–1863), Oberbürgermeister von Ulm
- Heinrich Sturm (1860–1917), Oberbürgermeister von Chemnitz
- Carl Woelck (1868–1937), Bürgermeister von Weißensee (ab 1920 zu Groß-Berlin)
- Kurt Woelck (1882–1958), letzter Oberbürgermeister von Spandau (ab 1920 zu Groß-Berlin)
- Hans Ziegner-Gnüchtel (1859–1926), Bürgermeister der Stadt Wilhelmshaven

### Künstler, Schriftsteller und Journalisten
- Erich Bauer (1890–1970), Studentenhistoriker
- Walter Bloem (1868–1951), Schriftsteller
- Hans-Dieter Brunowsky (1923–2012), Marineoffizier, Volkswirt und Schriftsteller (Opa)
- Waldemar Dyhrenfurth (1849–1899), Staatsanwalt, Schöpfer des Bonifatius Kiesewetter
- Ottomar Jänichen (1900–1967), Außenhandelskaufmann und Schriftsteller
- Christoph Kaempf (1913–2001), Mitgründer des Deutsch-Japanischen Kulturinstituts in Kyoto
- Ferdinand Lindner (1842–1906), Maler und Illustrator
- Wilhelm Noeldechen (1839–1916), Dichterarzt
- Eberhard Schaetzing (1905–1989), Gynäkologe, Psychotherapeut (Psychopax, Die verstandene Frau)
- Alfred von Seckendorff (1796–1876), Majoratsherr, Dichterjurist in Sachsen-Altenburg
- Otto Söffing (1875–1952), Herausgeber der Mecklenburger Umschau
- Bernhard Sommerlad (1905–1979), Verlagsbuchhändler und Schriftsteller

### Mediziner
- Julius Clarus (1819–1863), Pharmakologe
- Eckart Förster (1920–1999), Kinder- und Jugendpsychiater
- Hans-Joachim Funfack (1921–2006), Urologe und Chirurg
- Max Funfack (1895–1972), Urologe
- Carl Häbler (1894–1956), Chirurg
- Hartmut Horst (1941–2013), Internist, Fluchthelfer in West-Berlin
- Fritz König (1866–1952), Pionier der Unfallchirurgie und Neurochirurgie
- Otto Küstner (1849–1931), Gynäkologe
- Franz Pfaff (1860–1926), Pharmakologe in Boston
- Caspar von Siebold (1801–1861), Gynäkologe
- Wolfgang Steinhilber (1931–2009), Kieferchirurg
- Wolf Sturm (1921–2013), Arbeitsmediziner
- Karlheinz Tietze (1912–1996), Internist und Sportmediziner

### Naturwissenschaftler und Ingenieure
- Hermann Pauly (1870–1950), Chemiker (Pauly-Reaktion)
- Georg Gottlieb Pusch (1791–1846), Hütteningenieur, Chemiker und Geologe, Professor der Chemie und Hüttenkunde, Bergrat und Chef der Berg- und Hüttensektion Warschau, Begründer der Geologie Polens
- Julius Upmann (1838–1900), Chemiker, Sprengstoffexperte

### Parlamentarier und Minister
- Traugott Ahlemann (1804–1881), Bürgermeister von Spremberg und Guben, Mitglied des Preußischen Abgeordnetenhauses
- Dirk Agena (1889–1934), Landwirtschaftspolitiker in der Weimarer Republik
- Ernst Bassermann (1854–1917), Fraktionsvorsitzender der Nationalliberalen im Reichstag
- Ernst Brandes (1862–1935), Agrarpolitiker
- Theodor von Brescius (1798–1871), Landrat, Mitglied der Frankfurter Nationalversammlung
- Theodor Christomannos (1854–1911), Abgeordneter zum Tiroler Landtag und Entwickler Tirols, bedeutender Alpinist
- Karl Haedenkamp (1889–1955), Standespolitiker, Kaiser über Bützow
- Alwin Hartmann (1840–1921), Reichstagsabgeordneter
- Friedrich Theophil Hensel (1798–1869), Mitglied der Frankfurter Nationalversammlung, Abgeordneter im Sächsischen Landtag
- Scipio Agricola Herbig (1824–1891), Mitglied des Konstituierenden Reichstags des Norddeutschen Bundes
- Eduard Knoll (1817–1882), Justizrat und Landrat des Fürstentums Reuß älterer Linie, Mitglied des Greizer Landtags
- Julius August Lauterbach († 1858), Landrat der Kreise Strasburg, Lyck und Tilsit, Polizeipräsident in Königsberg, Mitglied des Preußischen Abgeordnetenhauses
- Reinhold Lobedanz (1880–1955), Präsident der DDR-Länderkammer
- Arwed Martini (1824–1892), Bürgermeister und Ehrenbürger von Glauchau, Abgeordneter zur II. und I. Kammer des Sächsischen Landtags
- Heinrich Minckwitz (1819–1886), sächsischer Revolutionär 1848/49
- Alexander Pagenstecher (1862–1928), Landwirtschaftspolitiker in Sachsen
- Richard Petri (1823–1906), Oberstaatsanwalt, Mitglied der Zweiten Kammer des Sächsischen Landtags
- Eduard von Rabenau (1796–1881), Dompropst von Naumburg
- Gustav Rubner (1810–1882), praktischer Arzt in Bayern
- Richard von Schlieben (1848–1908), Kultusminister Sachsens
- Rudolf Thiel (1825–1884), MdR
- Hans von Thümmel (1824–1895), Finanzminister und Ministerpräsident Sachsens
- Victor Weidtman (1853–1926), Bergbauindustrieller, Verbandspolitiker (Reichsknappschaftsgesetz)

### Philologen und Historiker
- Richard Andree (1835–1912), Geograph und Ethnograph (Andrees Allgemeiner Handatlas)
- Friedrich Benary (1883–1914), Historiker in Erfurt
- Heinrich Blochmann,(1838–1878), Orientalist, Prinzipal der Madrasa in Kalkutta
- Gottfried Wilhelm Fink (1783–1846), Musikwissenschaftler, Universitätsmusikdirektor in Leipzig
- Wilhelm Gesenius (1825–1888), Anglist, Schulreformer
- Christian Helfer (1930–2008), Rechtssoziologe
- Karl Christian von Leutsch (1798–1881), Historiker und Geograph
- Friedrich Ritschl (1806–1876), Altphilologe, förderte Friedrich Nietzsche
- Karl Schalk (1851–1919), Wiener Historiker und Bibliothekar
- Georg Zülch (1851–1890), Lehrer und Heimatforscher

### Richter und Staatsanwälte
- Wilhelm Augustin Balthasar-Wolfradt (1864–1945), Militärjurist, Ordensmeister der Freimaurer
- Friedrich Coester (1847–1927), Richter am Preußischen Oberverwaltungsgericht
- Hermann Daubenspeck (1831–1915), Reichsgerichtsrat
- Ferdinand Kretzschmar (1853–1923), Richter am OLG Dresden
- Karl Liebisch (1834–1901), Korps-Auditeur
- Fritz Lindenmaier (1881–1960), Senatspräsident am Reichsgericht, Bundesrichter
- Karl Schraub (1847–1917), Reichsgerichtsrat
- Georg Strutz (1861–1929), Verwaltungsjurist, Senatspräsident am Oberverwaltungsgericht Berlin und am Reichsfinanzhof
- Egbert Weiß (1931–2022), Richter am Kammergericht, Studentenhistoriker

### Soldaten
- Woldemar von Schleswig-Holstein-Sonderburg-Augustenburg (1810–1871), General der Kavallerie, General-Adjutant von Wilhelm I.
- Karl Mehnert (1883–1957), Generalleutnant, Stadtkommandant von Dresden
- Josef Bischoff (1872–1948), Oberstleutnant, Offizier der Schutztruppe für Deutsch-Ostafrika / Südwestafrika und Freikorpsführer

### Staatsbeamte
- Gustav Bansi (1870–1935), Regierungspräsident
- Eduard von Broizem (1798–1872), Ministerialbeamter in Sachsen, Ehrenbürger von Leipzig
- Heinrich Cron (1858–1940), badischer Oberamtmann, Direktor des badischen Landesgewerbeamts
- Friedrich August Döring (1820–1891), Reichsbevollmächtigter für Zölle und Steuern
- Paul Florschütz (1860–1912), Landrat in Hattingen
- Otto Gleim (1866–1929), Gouverneur von Kamerun
- Ludwig Gundlach (um 1838–1921), Kreisdirektor in Molsheim und Metz
- Kurt Häntzschel (1889–1941), führender Presserechtler in der Weimarer Republik
- Karl Kamm (1870–1946), Oberamtmann in Buchen, Vortragender Rat im Badischen Innenministerium
- Viktor Ferdinand von Kranold (1838–1922), Entwickler des Berliner Eisenbahnwesens
- Ludwig Freiherr von und zu Mannsbach (1794–1872), Verwaltungsjurist im Fürstentum Reuß älterer Linie
- Richard Müller (1852–1932), Verwaltungsjurist in der preußischen Finanz- und Zollverwaltung
- Bernhard von Patow (1798–1858), Rittergutsbesitzer, Landrat des Landkreises Lübben, Landsyndikus des Markgraftums Niederlausitz
- Constantin Richter (1827–1910), Wirkl. Geh. Admiralitätsrat
- Richard Sarrazin (1881–1964), Landrat in Ragnit und Melsungen, Richter am Oberverwaltungsgericht
- Gerd von Scheven (1927–2013), Volkswirt, Finanzier der sog. Wiedervereinigung
- Adolf Schmidt (1898–1985), Kreishauptmann im Generalgouvernement
- Hans Schmidt-Leonhardt (1886–1945), führender Presserechtler des Dritten Reiches, Ministerialdirigent im Reichsministerium für Volksaufklärung und Propaganda
- Gustav Adolf von Tzschoppe (1794–1842), Direktor des Geheimen Staatsarchivs
- Klaus Ullmann (1925–1997), Ministerialbeamter, Bankvorstand und Kulturhistoriker
- Konstantin von Wangenheim (1824–1892), Landrat, Geh. Regierungsrat im Herzogtum Sachsen-Coburg und Gotha
- Arthur Zimmermann (1864–1940), Staatssekretär im kaiserlichen Auswärtigen Amt (Zimmermann-Depesche)

### Theologen
- Martin Buckwar (1789–1843), sorbischer Pfarrer
- Heinrich Linstedt (1795–1821), Theologiestudent, Delegierter zum Wartburgfest, Philhellene
- Joachim Leopold Haupt (1797–1883), Pfarrer und Volkskundler
- Friedrich Wilhelm Henninger (1817–1881), Pfarrer und Revolutionär in Baden
- Christian Gottlob Herzog (1789–1868), Schulpolitiker
- Albert Heym (1828–1878), Seelsorger der vier letzten preußischen Könige
- Jaroměr Hendrich Imiš (1819–1897), kulturpolitischer Führer der Sorben
- August Hermann Kreyssig (1811–1889), Pastor in Beicha
- Werner Schröder (1924–2019), Pastor, Landessuperintendent in Ostfriesland-Ems
- Christian Friedrich Stempel (1787–1867), niedersorbischer Dichter
- Theodor Vogel (1838–1925), Reformer des Realgymnasiums in Sachsen